# Vepris glomerata
Vepris glomerata är en vinruteväxtart som först beskrevs av F. Hoffm., och fick sitt nu gällande namn av Adolf Engler. Vepris glomerata ingår i släktet Vepris och familjen vinruteväxter. Utöver nominatformen finns också underarten V. g. glabra.